# Contea di Nagarzê
La contea di Nagarzê (浪卡子县S, Làngkǎzǐ XiànP) è una contea della Cina, situata nella Regione Autonoma del Tibet e amministrata dalla prefettura di Shannan.

Contea di Nagarzê
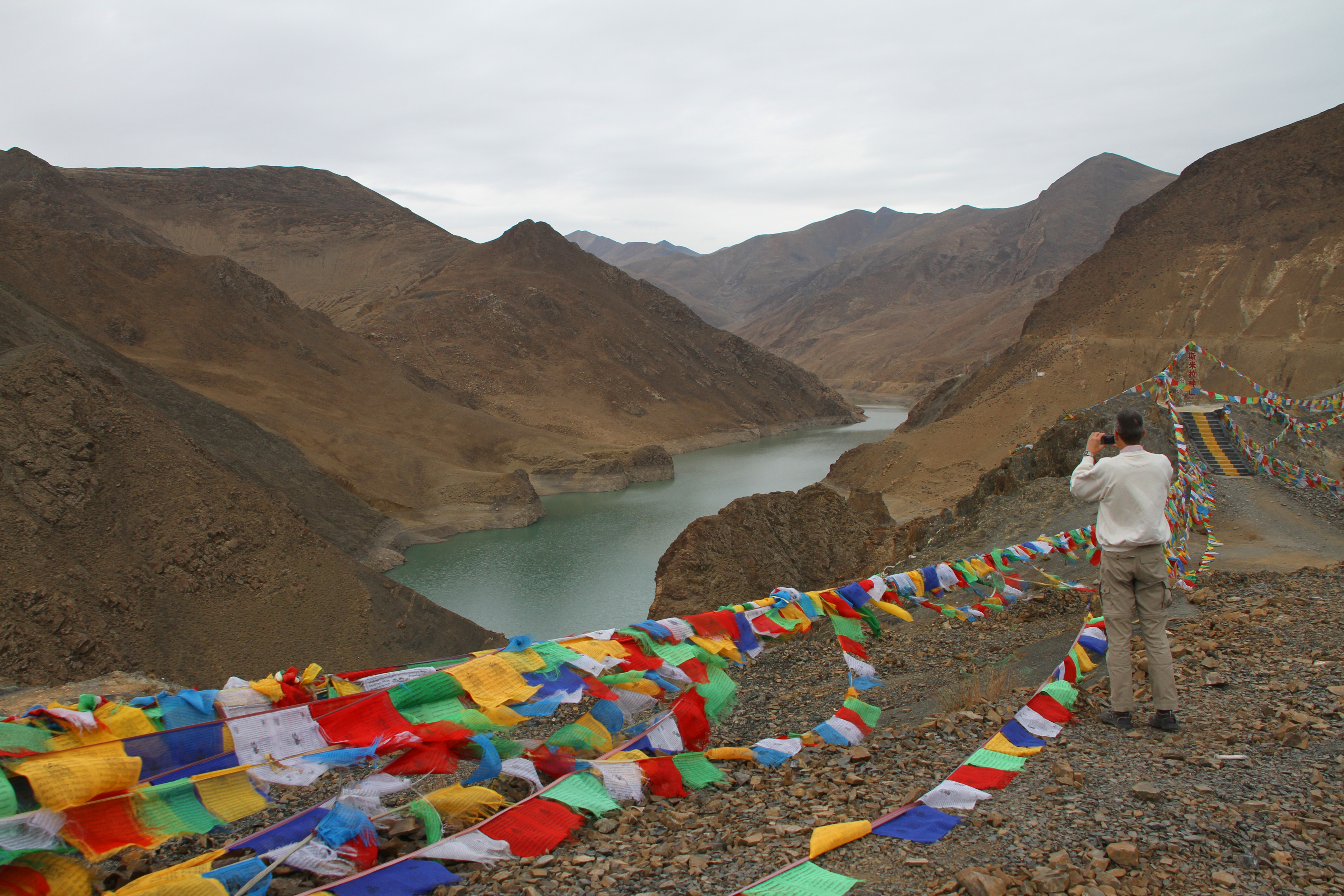
Lago Sim La
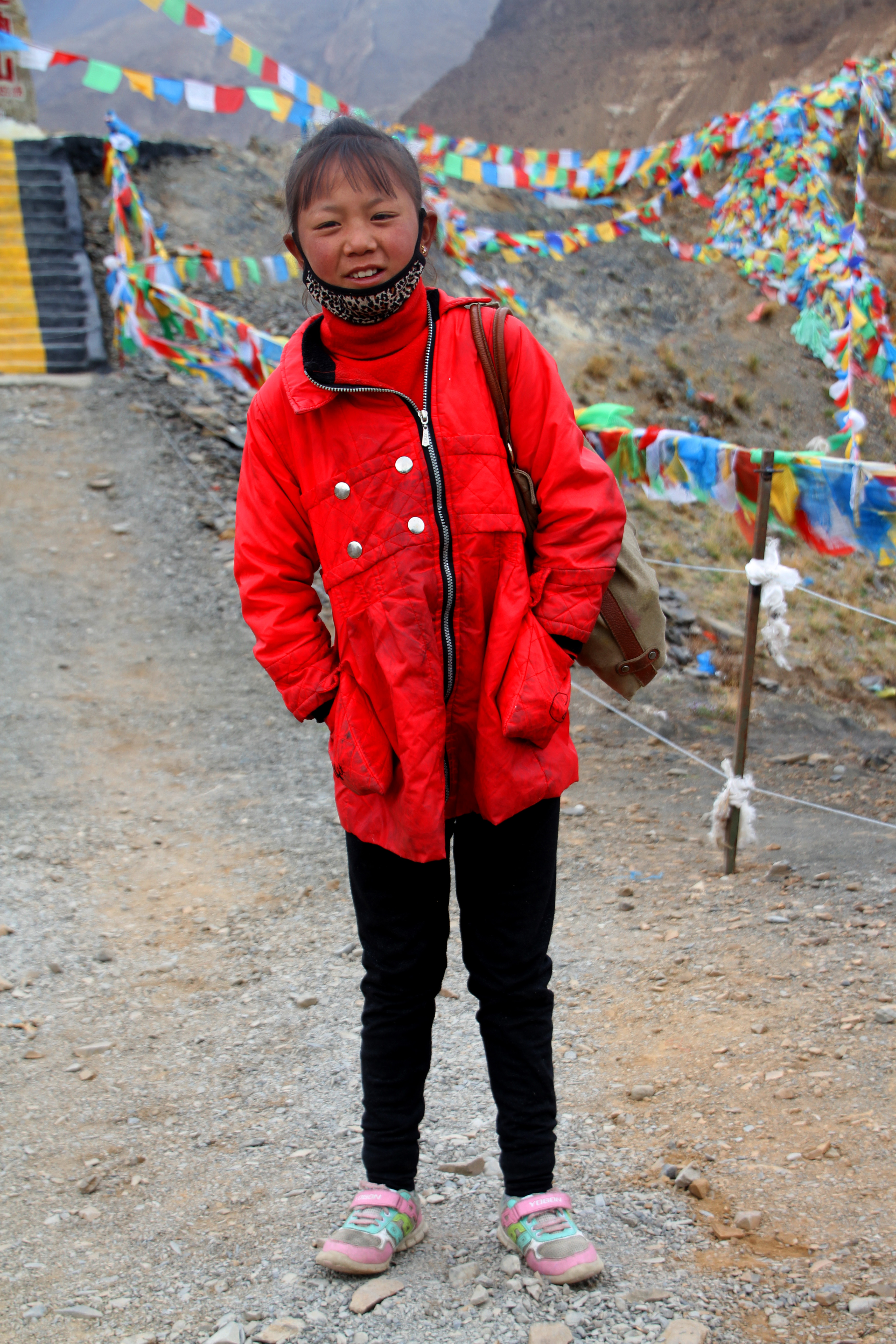
Sim La 4330m
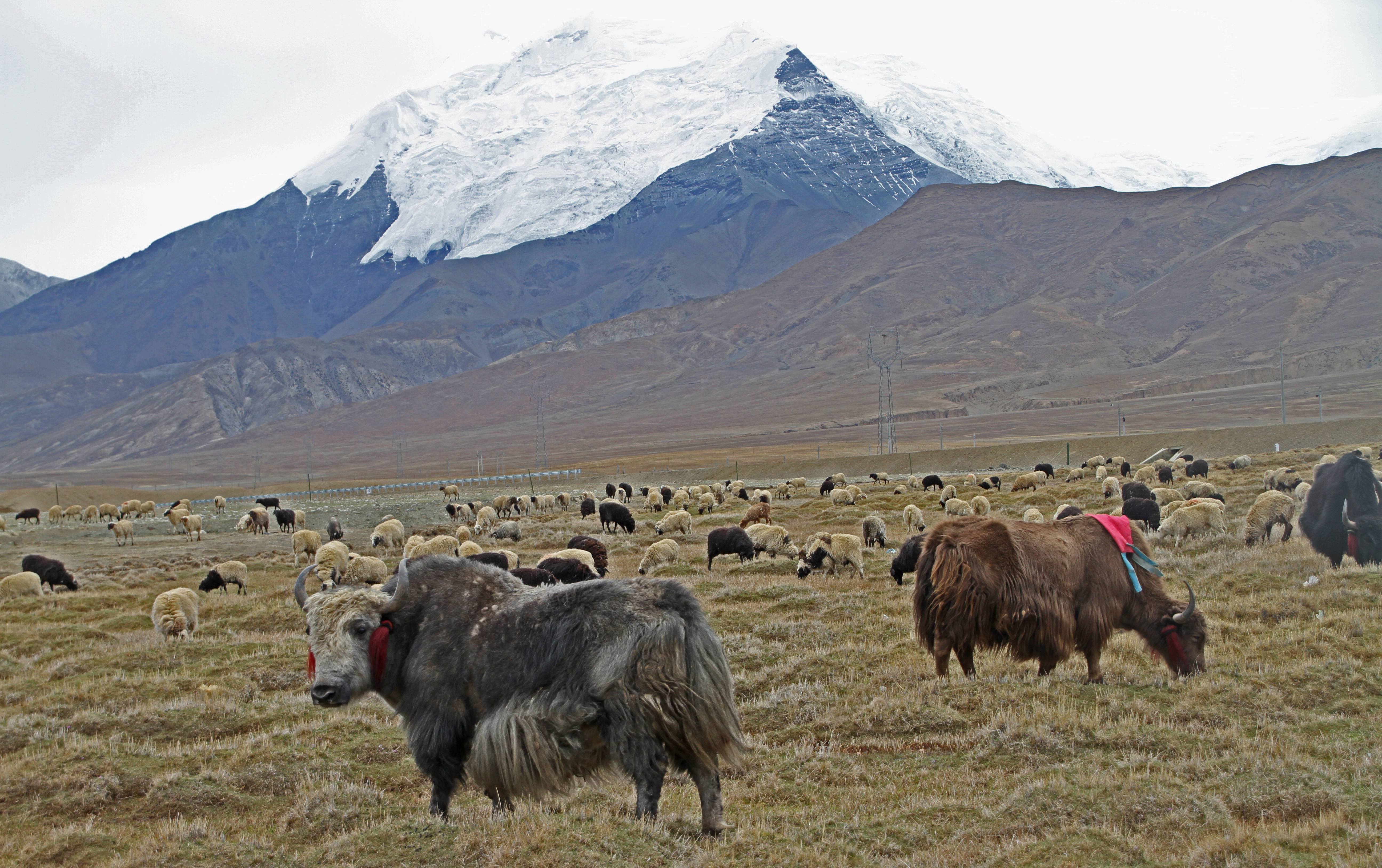
Yaks
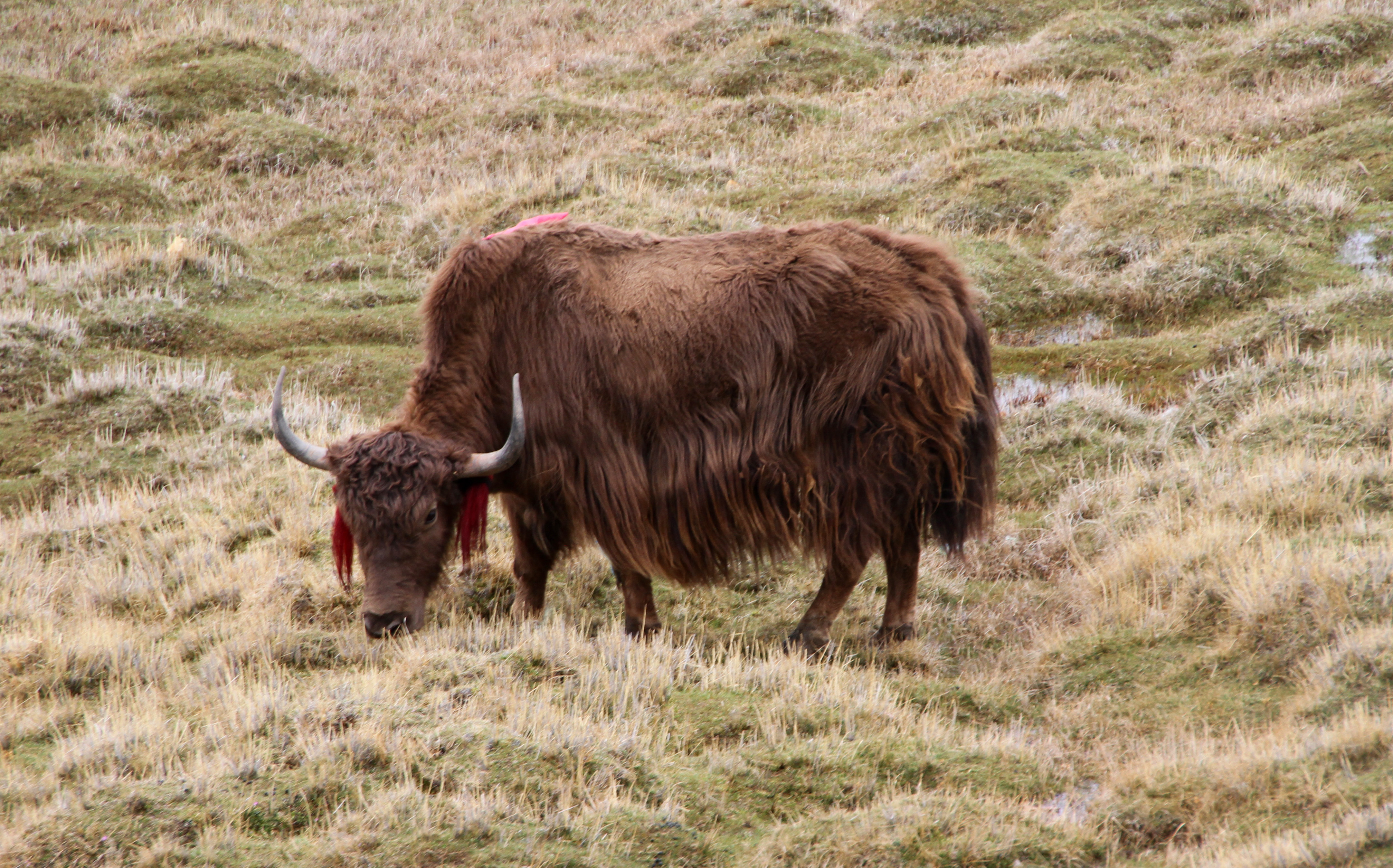
Yak
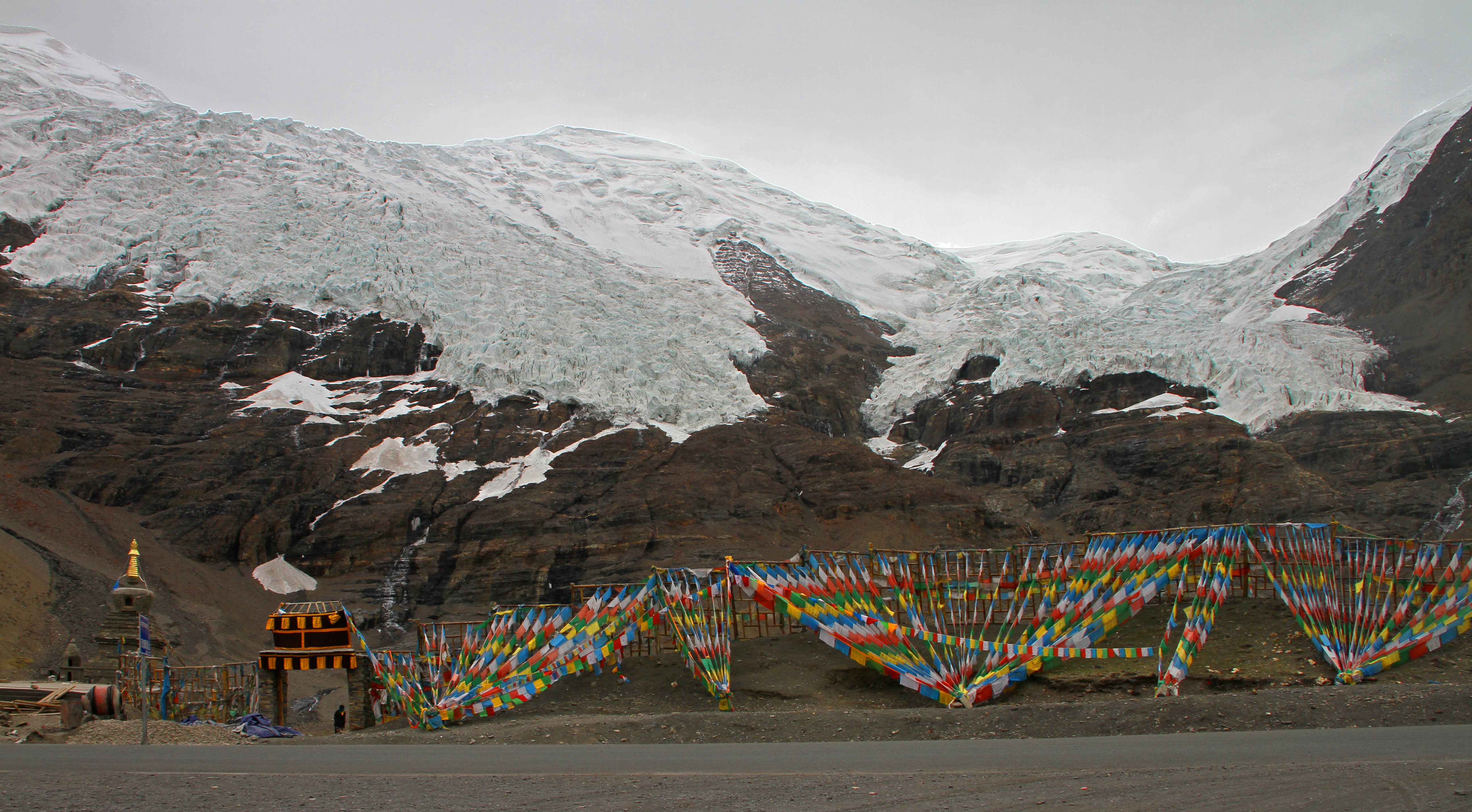
Karo La Glacier
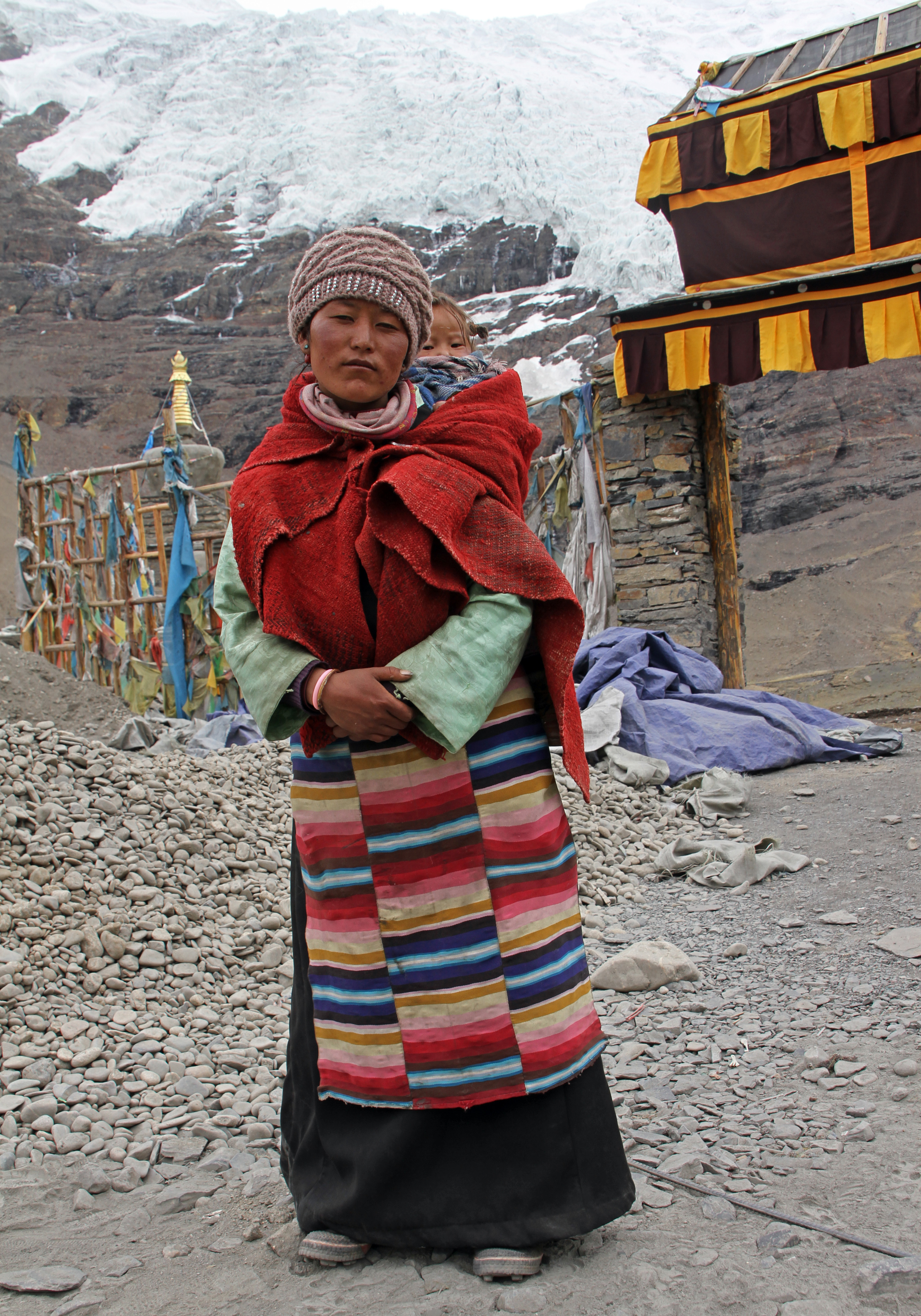
Karo La 5030m
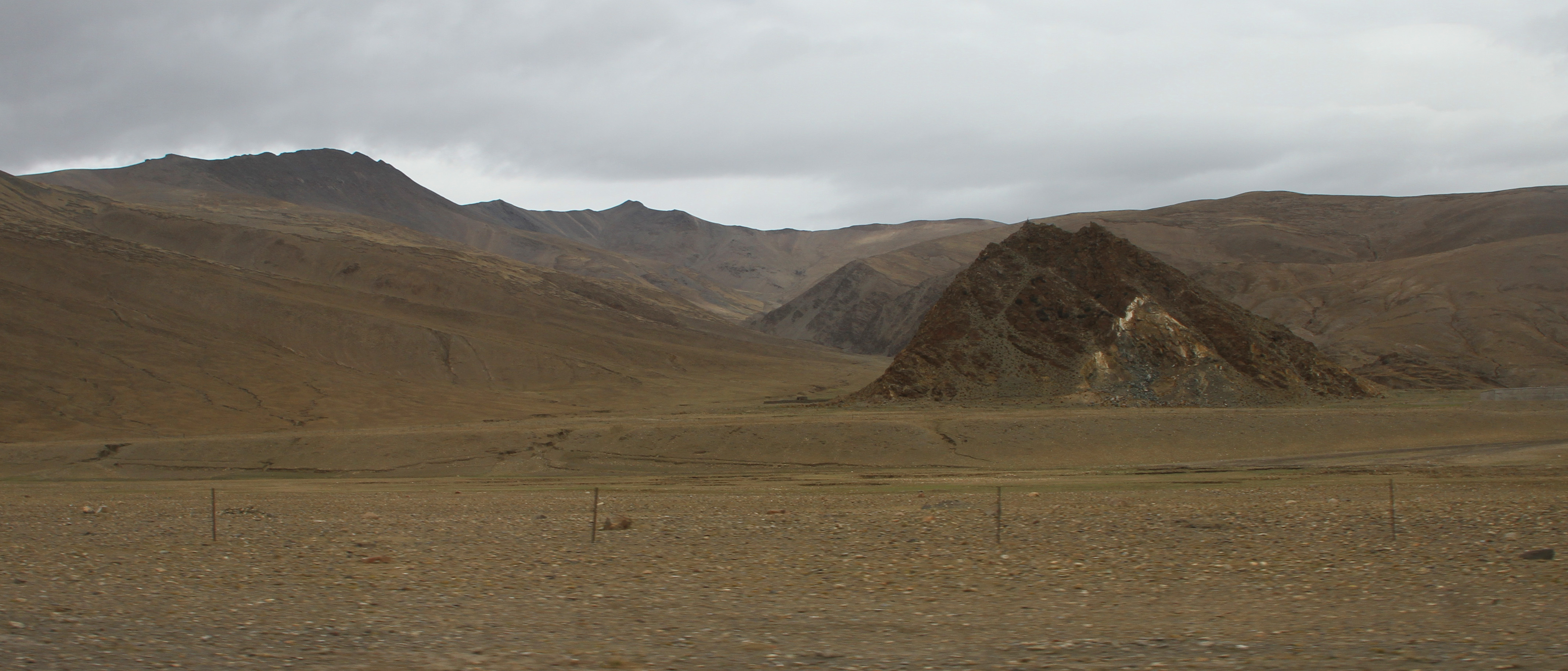
S307
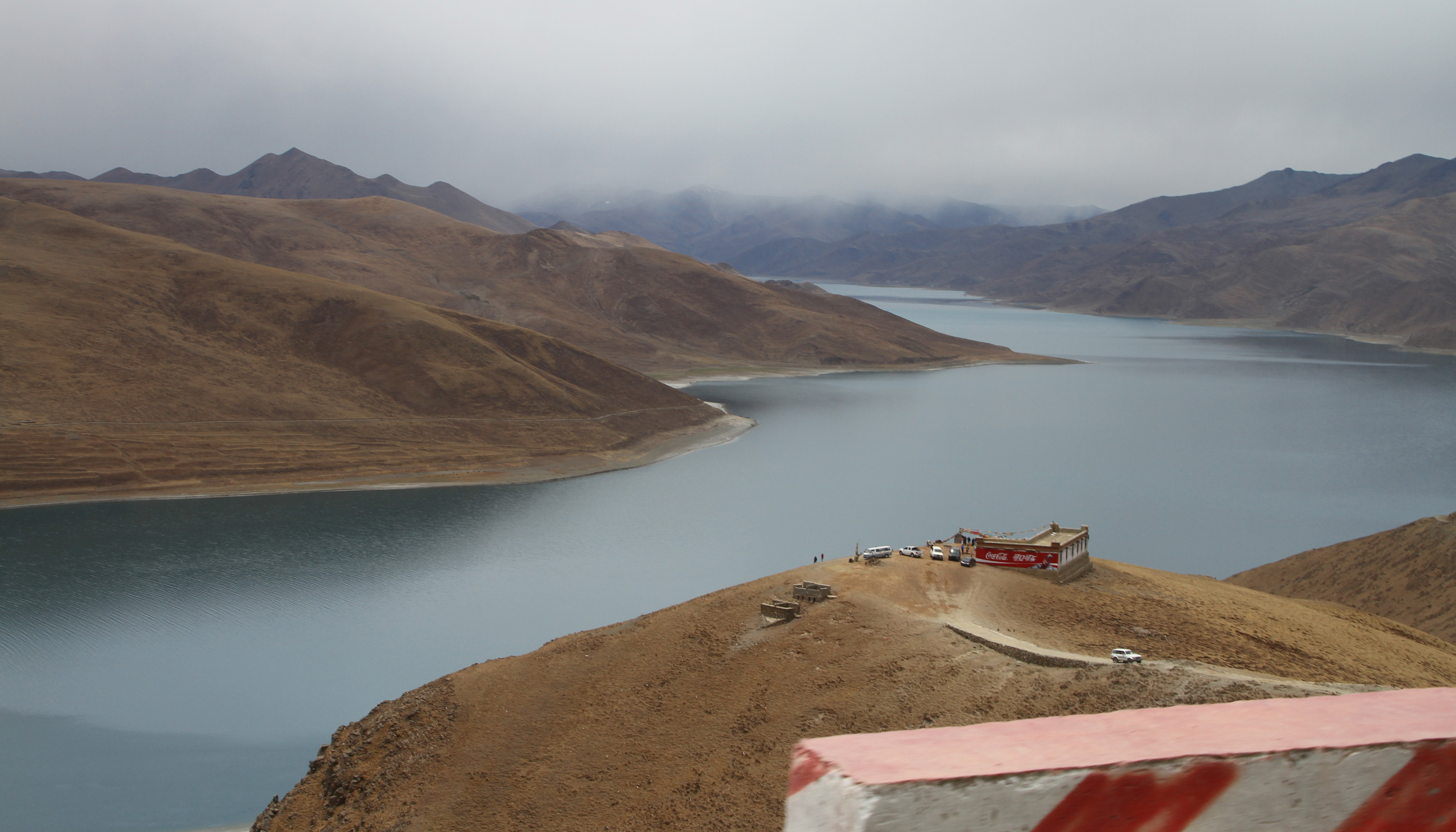
Yamdrok Tso